# Roströdskivig spindling
Roströdskivig spindling (Cortinarius fervidus) är en svampart som beskrevs av P.D. Orton 1964. Roströdskivig spindling ingår i släktet Cortinarius och familjen spindlingar.  Arten är reproducerande i Sverige. Inga underarter finns listade i Catalogue of Life.